# Kotvrdovice
Kotvrdovice (in tedesco Gottfriedsschalg) è un comune della Repubblica Ceca facente parte del distretto di Blansko, in Moravia Meridionale.